# Stanley Norman Cohen

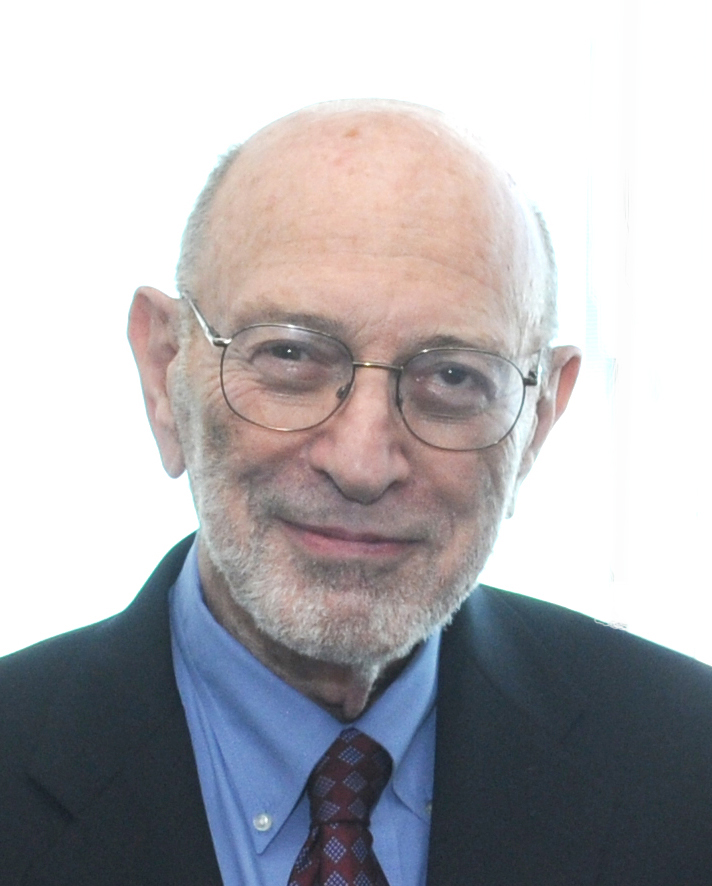
Stanley Norman Cohen, 2016

Stanley Norman Cohen (* 17. Februar 1935 in Perth Amboy, New Jersey) ist ein US-amerikanischer Genetiker und Professor an der Stanford University in Stanford, Kalifornien.

## Leben
Cohen studierte an der Rutgers University in New Brunswick, New Jersey  und erwarb dort 1956 einen Bachelor. Anschließend studierte er Medizin an der University of Pennsylvania in Philadelphia, Pennsylvania und schloss 1960 mit einem M.D. ab.
Cohen erhielt eine Juniorprofessur (Assistant Professor 1968, Associate Professor 1971) an der Medizinischen Fakultät der Stanford University in Stanford, Kalifornien. Seine gesamte akademische Karriere über blieb er an dieser Hochschule. 1969 wurde er Leiter der klinischen Pharmakologie, 1975 erhielt er eine ordentliche Professur für Medizin, 1977 für Genetik. Zwischen 1978 und 1986 war er Leiter des Department of Genetics. Seit 1993 ist er Kwoh-Ting Li Professor für Genetik an der medizinischen Fakultät. Cohen ist seit 1961 mit Joanna Lucy Wolter verheiratet und Vater zweier Kinder.

## Wirken

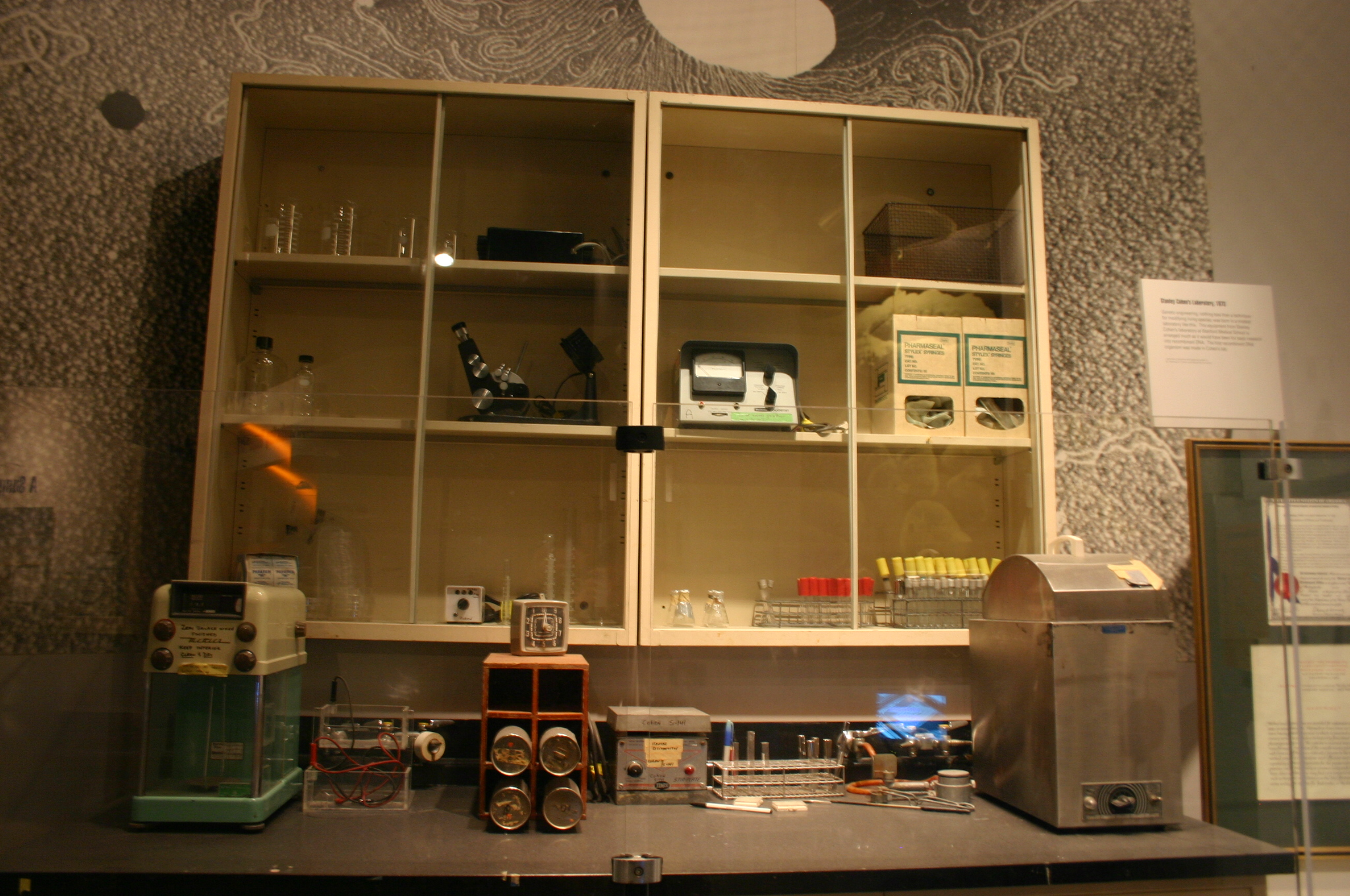
Stanley Norman Cohens Labor, 1973, Rekonstruktion im National Museum of American History

Cohen interessierte sich früh für Plasmide, genetisches Material von Bakterien, das sich außerhalb der Bakterienchromosomen befindet. Es gelang ihm, Plasmide in andere Bakterien und damit ihre Nachkommen zu schleusen. Mithilfe von Restriktionsenzymen konnte er 1973 gemeinsam mit Herbert Wayne Boyer Gene anderer, auch höherer, Organismen in Bakterien transplantieren und die Expression dieser Gene erzwingen. Das Cohen-Boyer-Patent wurde Grundlage der Rekombinationstechnik.
Boyers und Cohens Forschungen führten zur Entwicklung der Techniken zur Klonierung von Genen (Splicing, Rekombination, Replikation). Die Arbeiten beider Forscher sind die Grundlage der Gentechnik.
Aktuelle Arbeiten befassen sich mit der Entwicklung und Ausbreitung von Antibiotika-Resistenzen.

## Auszeichnungen (Auswahl)
- 1978 Mitgliedschaft in der American Academy of Arts and Sciences[1]
- 1979 Mitgliedschaft in der National Academy of Sciences
- 1980 Albert Lasker Award for Basic Medical Research[2]
- 1981 Wolf-Preis in Medizin[3]
- 1988 National Medal of Science[4]
- 1989 National Medal of Technology[5]
- 1994 Mitgliedschaft in der American Association for the Advancement of Science
- 2004 Albany Medical Center Prize[6]
- 2004 Shaw Prize in Life Science and Medicine[7]
- 2006 Mitgliedschaft in der American Philosophical Society
- 2016 Biotechnology Heritage Award